# Kraenzlinella
Kraenzlinella é um género botânico pertencente à família das orquídeas (Orchidaceae).

## Sinônimo
- Otopetalum F.Lehm. & Kraenzl., Bot. Jahrb. Syst. 26: 457 (1899), nom. illeg.

## Espécies
1. Kraenzlinella anfracta (Luer) Luer, Monogr. Syst. Bot. Missouri Bot. Gard. 95: 258 (2004)
2. Kraenzlinella echinocarpa (C.Schweinf.) Luer, Monogr. Syst. Bot. Missouri Bot. Gard. 95: 258 (2004)
3. Kraenzlinella erinacea (Rchb.f.) Solano, Icon. Orchid. 5-6: xi (2002 publ. 2003)
4. Kraenzlinella gigantea (Lindl.) Luer, Monogr. Syst. Bot. Missouri Bot. Gard. 95: 258 (2004)
5. Kraenzlinella hintonii (L.O.Williams) Solano, Icon. Orchid. 5-6: t. 595 (2002 publ. 2003)
6. Kraenzlinella lappago (Luer) Luer, Monogr. Syst. Bot. Missouri Bot. Gard. 95: 258 (2004)
7. Kraenzlinella phrynoglossa (Luer & Hirtz) Luer, Monogr. Syst. Bot. Missouri Bot. Gard. 95: 258 (2004)
8. Kraenzlinella sigmoidea (Ames & C.Schweinf.) Luer, Monogr. Syst. Bot. Missouri Bot. Gard. 95: 258 (2004)
9. Kraenzlinella tunguraguae (F.Lehm. & Kraenzl.) Kuntze ex Engl. & Prantl in H.G.A.Engler & K.A.E.Prantl (eds.), Nat. Pflanzenfam., Nachtr. 3: 86 (1906)